# Culicoides vexans
Culicoides vexans är en tvåvingeart som först beskrevs av Rasmus Carl Staeger 1839.  Culicoides vexans ingår i släktet Culicoides och familjen svidknott. Inga underarter finns listade i Catalogue of Life.